# Bristol Castle
Bristol Castle är ett slott i Storbritannien.   Det ligger i grevskapet City of Bristol och riksdelen England, i den södra delen av landet, 170 km väster om huvudstaden London. Bristol Castle ligger 17 meter över havet.